# Isabel Newstead
Isabel Newstead (nacida como Isabel Barr, Glasgow, 3 de mayo de 1955-Harlow, 18 de enero de 2007) fue una deportista británica que compitió en natación adaptada, tiro adaptado y atletismo adaptado. Ganó 18 medallas en los Juegos Paralímpicos de Verano entre los años 1980 y 2004.

## Palmarés internacional
| Juegos Paralímpicos | Juegos Paralímpicos                              | Juegos Paralímpicos | Juegos Paralímpicos |
| Año                 | Lugar                                            | Medalla             | Prueba              |
| ------------------- | ------------------------------------------------ | ------------------- | ------------------- |
| 1980                | Arnhem (Países Bajos)                            | Medalla de oro      | 25 m braza 1C       |
| 1980                | Arnhem (Países Bajos)                            | Medalla de oro      | 25 m espalda 1C     |
| 1980                | Arnhem (Países Bajos)                            | Medalla de oro      | 25 m libre 1C       |
| 1984                | Nueva York (EE. UU.) Stoke Mandeville (R. Unido) | Medalla de oro      | 25 m braza 1B       |
| 1984                | Nueva York (EE. UU.) Stoke Mandeville (R. Unido) | Medalla de oro      | 25 m mariposa 1B    |
| 1984                | Nueva York (EE. UU.) Stoke Mandeville (R. Unido) | Medalla de oro      | 75 m estilos 1B     |
| 1984                | Nueva York (EE. UU.) Stoke Mandeville (R. Unido) | Medalla de plata    | 100 m libre 1B      |
| 1984                | Nueva York (EE. UU.) Stoke Mandeville (R. Unido) | Medalla de bronce   | 25 m espalda 1B     |
| 1984                | Nueva York (EE. UU.) Stoke Mandeville (R. Unido) | Medalla de bronce   | 25 m libre 1B       |

| Juegos Paralímpicos | Juegos Paralímpicos                              | Juegos Paralímpicos | Juegos Paralímpicos   |
| Año                 | Lugar                                            | Medalla             | Prueba                |
| ------------------- | ------------------------------------------------ | ------------------- | --------------------- |
| 1984                | Nueva York (EE. UU.) Stoke Mandeville (R. Unido) | Medalla de oro      | Pistola de aire 1A-1C |
| 1988                | Seúl (Corea del Sur)                             | Medalla de bronce   | Pistola de aire 2-6   |
| 2000                | Sídney (Australia)                               | Medalla de oro      | Pistola de aire SH1   |
| 2004                | Atenas (Grecia)                                  | Medalla de oro      | Pistola de aire SH1   |

| Juegos Paralímpicos | Juegos Paralímpicos                              | Juegos Paralímpicos | Juegos Paralímpicos |
| Año                 | Lugar                                            | Medalla             | Prueba              |
| ------------------- | ------------------------------------------------ | ------------------- | ------------------- |
| 1984                | Nueva York (EE. UU.) Stoke Mandeville (R. Unido) | Medalla de plata    | Disco 1B            |
| 1984                | Nueva York (EE. UU.) Stoke Mandeville (R. Unido) | Medalla de plata    | Peso 1B             |
| 1988                | Seúl (Corea del Sur)                             | Medalla de oro      | Disco 1B            |
| 1988                | Seúl (Corea del Sur)                             | Medalla de plata    | Peso 1B             |
| 1988                | Seúl (Corea del Sur)                             | Medalla de bronce   | Jabalina 1B         |